# أفكار (كتاب)
كتاب ال«بنسي» (بالفرنسية: Pensées)‏ (والتي تعني حرفيا: «الأفكار») هو عبارة عن مجموعة من المقتطفات في اللاهوت والفلسفة كتبها فيلسوف القرن السابع عشر وعالم الرياضيات: بليز باسكال. إنّ التحول الديني لباسكال أدى به إلى حياة الزهد وكان كتابه هذا هو عمل حياته في كثير من نواحيها. ويمثل كتابه هذا "Pensées" دفاعه عن الدين المسيحي. ومفهوم «رهان باسكال»، هو مفهوم منبثق عن جزء من عمله هذا. وهذا الاسم "Pensées" أُطلق بعد وفاته على الأجزاء التي لم تكتمل بعد والتي كان يحضرها للدفاع بها عن المسيحية. وغالبا ما يشار إلى ذلك العمل المفترض باسم: الدفاع عن الدين المسيحي، على الرغم من أنّ باسكال لم يستخدم هذا اللقب قط. بالرغم من أن هذا الكتاب يبدو أنه يتكون من مجرد أفكار وملحوظات، بعضها غير مكتمل، لكن يُعتقد أنّ باسكال كان قبل وفاته في عام 1662، قد خطط بالفعل لأمر الكتاب وبدأ بمهمة قص ولصق مسوداته بشكل متسق. ولأن مهمته تلك لم تكتمل، اختلف المحررون بعده على أمر كتاباته، أيّها التي ينبغي أن تُقرأ. سلم المسؤولون عن أعماله تلك الآثار المؤلف بعد فشلهم في معرفة البنية الأساسية له ليتم تحريره ونشره في 1670. تُرجم الكتاب للإنجليزية للمرة الأولى في عام 1688 من قبل جون ووكر. وقد نُشرت ترجمة أخرى للإنجليزية، كتبها W. F. Trotter في عام 1958. الترتيب المناسب للكتاب مختلف عليه بشدة.
بُذِلت محاولات عديدة لتصنيف الملاحظات منهجياً، تشمل الطبعات البارزة تلك التي أجراها كل من Léon Brunschvicg وJacques Chevalier وLouis Lafuma ومؤخراً Philippe Sellier كما تجدر الإشارة إلى الطبعة الضخمة من كمال المشهيات لباسكال (1964-1992)، المعروفة بطبعة الذكرى المئوية الثالثة والتي أتمها جين ميسنارد، بالرغم من أنها ما زالت غير مكتملة، تراجع هذه الطبعة تدوين وتاريخ وببلوغرافيا الانتقاد لكل نصوص باسكال. بالرغم من محاولة Brunschvicg لتصنيف المقتطفات النصية بعد وفاته بحسب موضوعاتها، إلا أن البحوث المتأخرة دفعت سيلير لاختيار تصنيفات مختلفة تماماً، لأن باسكال كان يفحص عادةً الحدث أو المثال ذاته من زوايا رؤية مختلفة.

## الترجمة العربية
صدرت ترجمة لكتاب الأفكار بعنوان (خواطر) ضمن سلسلة الروائع الإنسانية في بيروت، والمترجم إدوار البستاني، واللجنة المشرفة على ترجمة الروائع (إدمون رباط، عبد الله المشنوق، فؤاد البستاني، جميل صليبا)